# Скобрев, Иван Александрович
Ива́н Алекса́ндрович Ско́брев (род. 8 февраля 1983, Хабаровск) — российский конькобежец, один из лидеров сборной России в 2000-х и 2010-х годах. Серебряный призёр в десятикилометровой и бронзовый призёр в пятикилометровой гонках на Олимпийских играх 2010 года, заслуженный мастер спорта России (2010 год). Чемпион мира 2011 года в классическом многоборье, 7-кратный призёр чемпионатов мира на отдельных дистанциях, чемпион Европы 2011 года по классическому многоборью. Многократный чемпион и рекордсмен России. Почётный гражданин города Хабаровска.

## Биография
Начинал заниматься конькобежным спортом на стадионе «Юность» в родном Хабаровске. В период с 1997 по 2001 год тренировался под руководством Виталия Важнина. По словам Важнина, спустя 12 месяцев занятий Скобрев стал проявлять инициативу и заставлять его тренироваться не было необходимости – он стремился к занятиям сам. Виталий Важнин сыграл большую роль в том, что его воспитанник выбрал конькобежный спорт, а не ушёл в волейбол, потому что интерес к этому виду спорта также был. Когда семья Ивана Скобрева переехала жить в США, его тренер был одним из тех людей, кто остался присматривать за пятнадцатилетним юношей.
В дальнейшем Скобрев стал тренироваться у Александра Калинина. К Олимпийским играм в Ванкувере (2010) готовился вместе со сборной Италии под руководством Маурицио Маркетто, с которым прекратил сотрудничество в ходе к подготовке к сезону 2010/2011, так как был доволен работой нового главного тренера сборной России Константина Полтавца. До 2012 года на российских соревнованиях представлял Вологодскую область. С сезона 2012/2013 выступал за Хабаровский край. Являлся советником губернатора Хабаровского края по спорту.
По состоянию на середину февраля 2016 года занимал пятое место в рейтинге Adelskalender, лучшее среди всех россиян и третье среди европейцев.

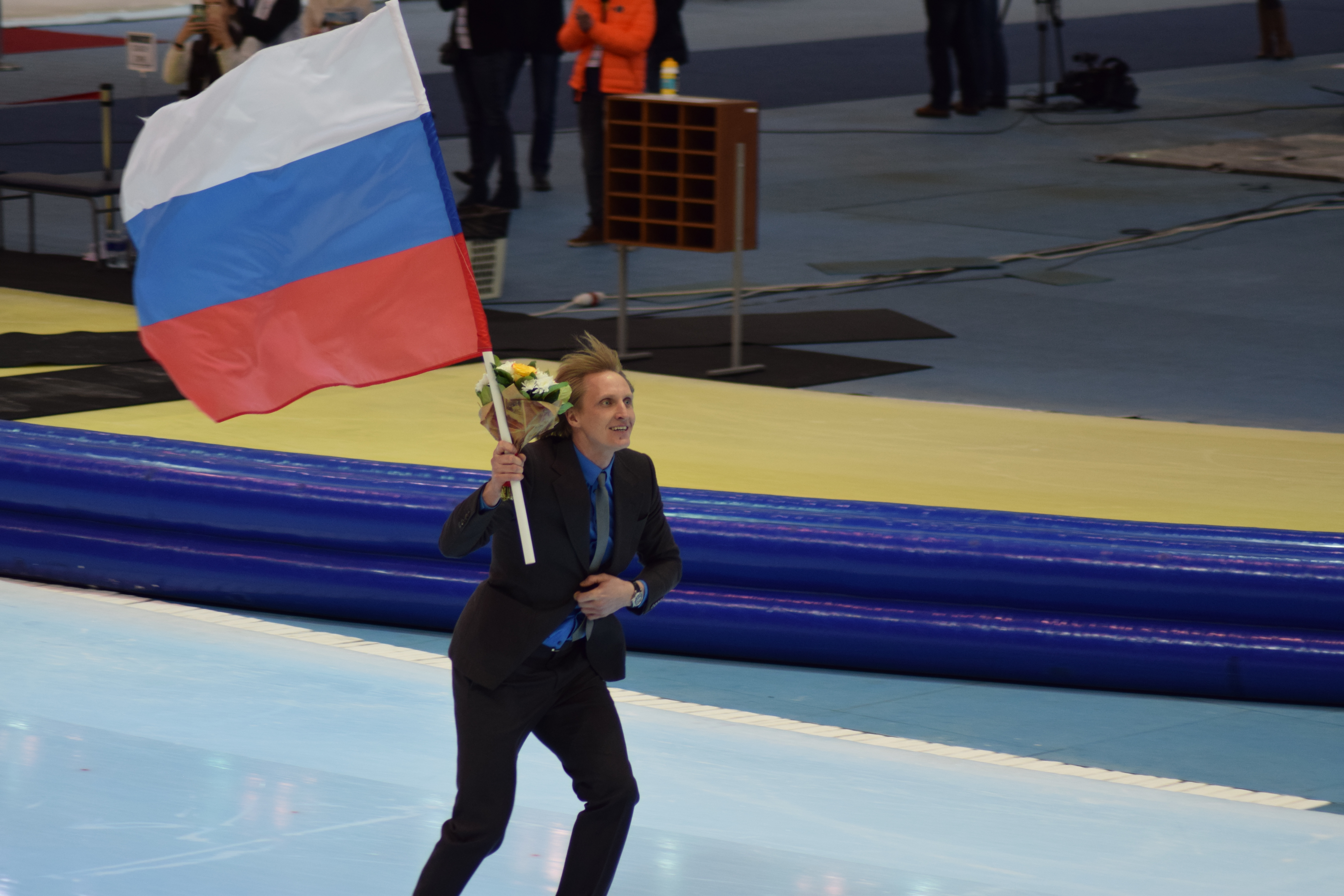
Иван Скобрев объявил об окончании спортивной карьеры

13 февраля 2016 года на чемпионате мира в Коломне официально объявил об окончании спортивной карьеры. Последней гонкой в карьере стала командная гонка на Олимпийских играх 2014.
В ноябре 2016 года объявил о переходе на тренерскую работу в клуб КХЛ «Динамо» (Москва). 13 апреля 2021 года покинул клуб вместе со всем тренерским штабом. Летом 2021 года вошёл в тренерский штаб клуба «Барыс».

## Дисквалификация
22 декабря 2017 года Международный олимпийский комитет за нарушение антидопинговых правил аннулировал результаты Скобрева на Олимпийских играх 2014 года в Сочи и пожизненно отстранил его от участия в Олимпийских играх.
1 февраля 2018 года Спортивный арбитражный суд оправдал спортсмена, отменив решение Международного олимпийского комитета о пожизненном отстранении от участия в Олимпийских играх, и восстановил результаты спортсмена на Олимпийских играх 2014 года в Сочи.

## Личные рекорды Ивана Скобрева
Мировые рекорды указаны на дату установления личного рекорда
| Дистанция                               | Результат   | Дата               | Город          | Мировой рекорд |
| --------------------------------------- | ----------- | ------------------ | -------------- | -------------- |
| 500 м                                   | 35,90       | 12 февраля 2011    | Калгари        | 34,03          |
| 1000 м                                  | 1.10,71     | 10 ноября 2012     | Коломна        | 1.06,41        |
| 1500 м                                  | 1.42,94     | 13 февраля 2011    | Калгари        | 1.41,04        |
| 3000 м                                  | 3.39,90     | 30 января 2010     | Калгари        | 3.37,28        |
| 5000 м                                  | 6.08,77 NR  | 17 ноября 2013     | Солт-Лейк-Сити | 6.03,32        |
| 10000 м                                 | 12.58,36 NR | 13 февраля 2011    | Калгари        | 12.41,69       |
| Классическое многоборье                 | 146,230 NR  | 12-13 февраля 2011 | Калгари        | 145,742        |
| Командная гонка Лаленков, Юнин, Скобрев | 3.41,23 NR  | 11 июля 2007       | Солт-Лейк-Сити | 3.38,80        |

## Результаты выступлений
| Год  | Чемпионат Европы   | Чемпионат мира (многоборье) | Чемпионат мира (отдельные дистанции)      | Олимпийские игры                           | ЧМ мира юниоры |
| ---- | ------------------ | --------------------------- | ----------------------------------------- | ------------------------------------------ | -------------- |
| 2000 |                    |                             |                                           |                                            | NC25           |
| 2001 |                    |                             |                                           | NC28                                       |                |
| 2002 |                    |                             |                                           |                                            | 2              |
| 2003 |                    |                             | 9e 1500 м                                 |                                            |                |
| 2004 | 5e (7, 6, 6, 6)    | 9e (10, 12, 11, 8)          | 14e 1500 м 7e 5000 м                      |                                            |                |
| 2005 | 7e (11, 11, 8, 7)  | 9e (10, 11, 8, 10)          | 23e 1500 м 9e 10000 м                     |                                            |                |
| 2006 | 5e · (, 10, 6, 11) | NF2 (7, -, 7, -)            |                                           | 6e 1500 м 11e 5000 м 6e 10000 м 5е команда |                |
| 2007 | 5e · (, 13, 4, 9)  | 9e (6, 11, 15, 7)           | 5e 5000 м · команда                       |                                            |                |
| 2008 | 5e (5, 5, 7, 9)    | 9e (5, 11, 19, 7)           | 9e 5000 м 7e команда                      |                                            |                |
| 2009 | 4e (7, 7, 6, 5)    | 8e (14, 7, 17, 7)           | 10e 1500 м 6e 5000 м 5e 10000 м           |                                            |                |
| 2010 | · (9, 6, , 5)      | NC20 (12, 5, 23, -)         |                                           | 4e 1500 м · 5000 м · 10000 м               |                |
| 2011 | · (5, , )          | · (7, , )                   | 5e 1500 м · 5000 м · 10000 м · 6е команда |                                            |                |
| 2012 |                    | 5е · (12, , )               | 1500 м · 6е 5000 м · команда              |                                            |                |
| 2013 | 6                  | 5                           | 1500 м · 5000 м · 4е команда              |                                            |                |
| 2014 | —                  |                             |                                           | 18е 1500 м 7е 5000 м 6е команда            |                |

- NF — не финишировал
- NC — не классифицирован
- В скобках указаны места на отдельных дистанциях в порядке забегов (500 м, 5000 м, 1500 м, 10 000 м)

### Скобрев на Олимпийских играх
| Олимпийские игры | 1500 м | 5000 м | 10 000 м | Команда |
| ---------------- | ------ | ------ | -------- | ------- |
| 2006 Турин       | 6      | 11     | 6        | 8       |
| 2010 Ванкувер    | 4      |        |          | —       |
| 2014 Сочи        | 18     | 7      |          | 6       |

## Награды

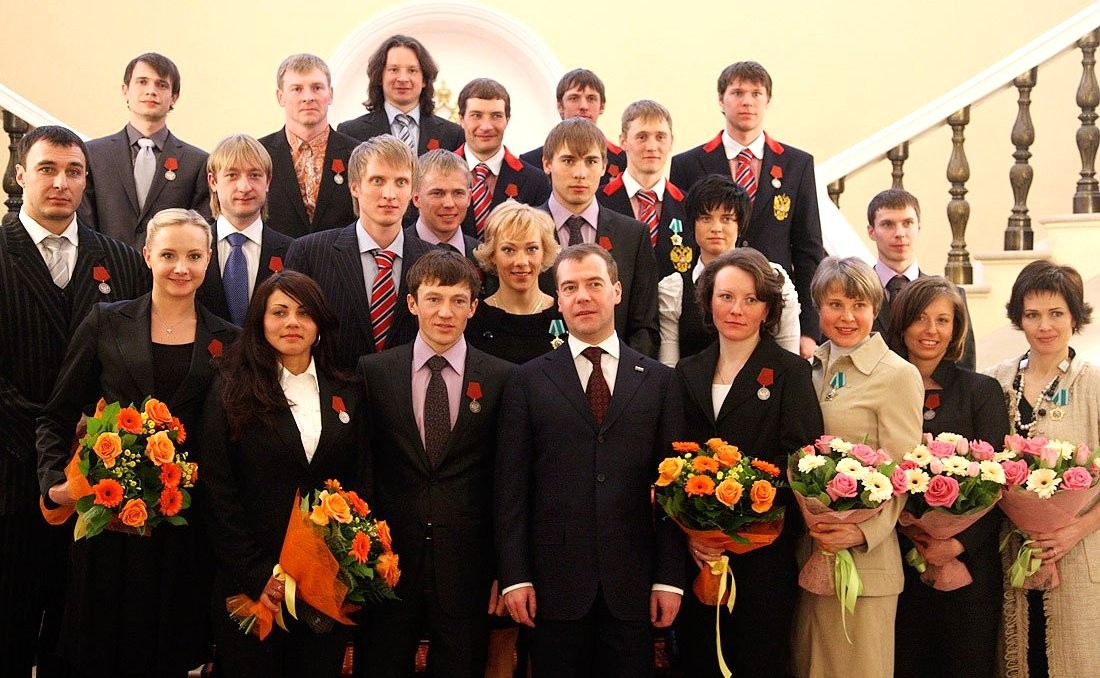
БКД: Президент России Дмитрий Медведев с чемпионами и призёрами Олимпийских игр 2010

- Медаль ордена «За заслуги перед Отечеством» I степени (5 марта 2010 года) — за большой вклад в развитие физической культуры и спорта, высокие спортивные достижения на Играх XXI Олимпиады 2010 года в Ванкувере[9]
- Заслуженный мастер спорта России (2010)[10]
- Почётный гражданин Хабаровска (2011)[11]

## Личная жизнь
У Ивана есть жена Ядвига и двое сыновей — Филипп (род. 2011) и Даниил (род. 2013).

## Разное
За некоторое время перед Олимпиадой 2010 года Иван Скобрев подавал документы на гражданство США, но ему было отказано.
В июне 2014 года защитил в Пограничной академии ФСБ России диссертацию на соискание степени кандидата философских наук по специальности «Социальная философия» на тему: «Духовность личности российского спортсмена как показатель его гражданской позиции (социально-философский анализ)». Диссертация выполнена на кафедре философии и религиоведения Военного университета Министерства обороны РФ, научным руководителем Скобрева был профессор Станислав Бойко.
В 2014 году в паре с фигуристкой Оксаной Домниной участвовал в проекте Первого канала «Ледниковый период-5». Они стали победителями этого телешоу.
25 сентября 2015 года принял участие в театрализованных онлайн-чтениях произведений А. П. Чехова «Чехов жив».